# HD137916
HD137916 — хімічно пекулярна зоря спектрального класу B9, що має видиму зоряну величину в смузі V приблизно  8,7.
Вона  розташована на відстані близько 2145,8 світлових років від Сонця.

## Пекулярний хімічний склад
Зоряна атмосфера HD137916 має підвищений вміст 
Si
.